# 기와식 자기 기록

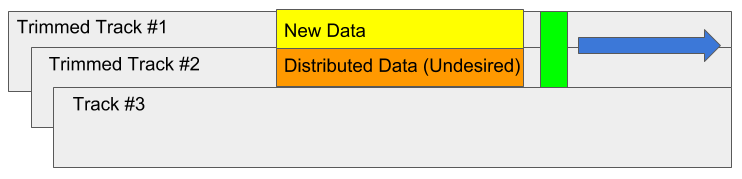
SMR에서는 데이터의 부분적인 업데이트는 어렵다. 데이터는 재작성할 필요가 없는 인접한 트랙에까지 기록된다.

기와식 자기 기록(Shingled Magnetic Recording, SMR)은 하드 디스크 드라이브(HDD)에 사용되는 자기 저장 데이터 기록 기술로, 스토리지 밀도와 전체 드라이브당 스토리지 용량을 증가시킨다. 기존 하드 디스크 드라이브는 겹치지 않는 자기 트랙을 서로 평행하게 기록하여 데이터를 기록하는 반면(수직 기록 방식, CMR), 기와식 기록은 이전에 기록된 자기 트랙의 일부와 겹치는 새로운 트랙을 기록하여 이전 트랙을 더 좁게 만들고 더 높은 트랙을 허용한다. 밀도. 따라서 트랙은 지붕 널과 유사하게 부분적으로 겹친다. 이 접근 방식을 선택한 이유는 쓰기 헤드가 너무 좁게 만들어지면 디스크의 기록 레이어에 필요한 매우 높은 필드를 제공할 수 없기 때문이다.:7–9
중첩 트랙 아키텍처는 한 트랙에 쓰면 인접한 트랙도 덮어쓰기 때문에 쓰기 프로세스를 복잡하게 만든다. 인접한 트랙에 유효한 데이터가 포함되어 있으면 해당 트랙도 다시 작성해야 한다. 결과적으로 SMR 드라이브는 솔리드 스테이트 드라이브의 플래시 블록과 유사하게 가득 차면 완전히 다시 작성해야 하는 중첩 트랙의 여러 추가 전용(순차) 영역으로 나뉜다. 장치 관리 SMR 장치는 펌웨어에서 관리하여 이러한 복잡성을 숨기고 다른 하드 디스크와 같은 인터페이스를 제공한다. 다른 SMR 장치는 호스트 관리되며 운영 체제에 따라 드라이브 처리 방법을 파악하고 드라이브의 특정 영역에만 순차적으로 쓴다. SMR 드라이브는 쓰기 성능을 향상시키기 위한 캐시로 SMR 대신 CMR용으로 예약된 자체 플래터 및 DRAM, 플래시 메모리 및 자체 플래터의 일부를 사용할 수 있지만 대량의 데이터에 대한 연속 쓰기는 CMR 드라이브보다 눈에 띄게 느리다.

## 같이 보기
- 가열 자기 기록(HAMR)

### 사양
- ZAC/ZBC version 1 (published 2016)
  - T10, Information technology - Zoned Block Commands (ZBC), 2014, Draft revision 1
  - T13, Information technology - Zoned Device ATA Command Set (ZAC) 보관됨 2020-09-21 - 웨이백 머신, Draft revision 5, 2015
- ZAC/ZBC version 2 (under development as of 2020)
  - T10, Information technology - Zoned Block Commands - 2 (ZBC-2), 2020, Draft revision 04a
  - T13, ZAC-2, PDF unavailable